# Chá-chá-chá (dança)

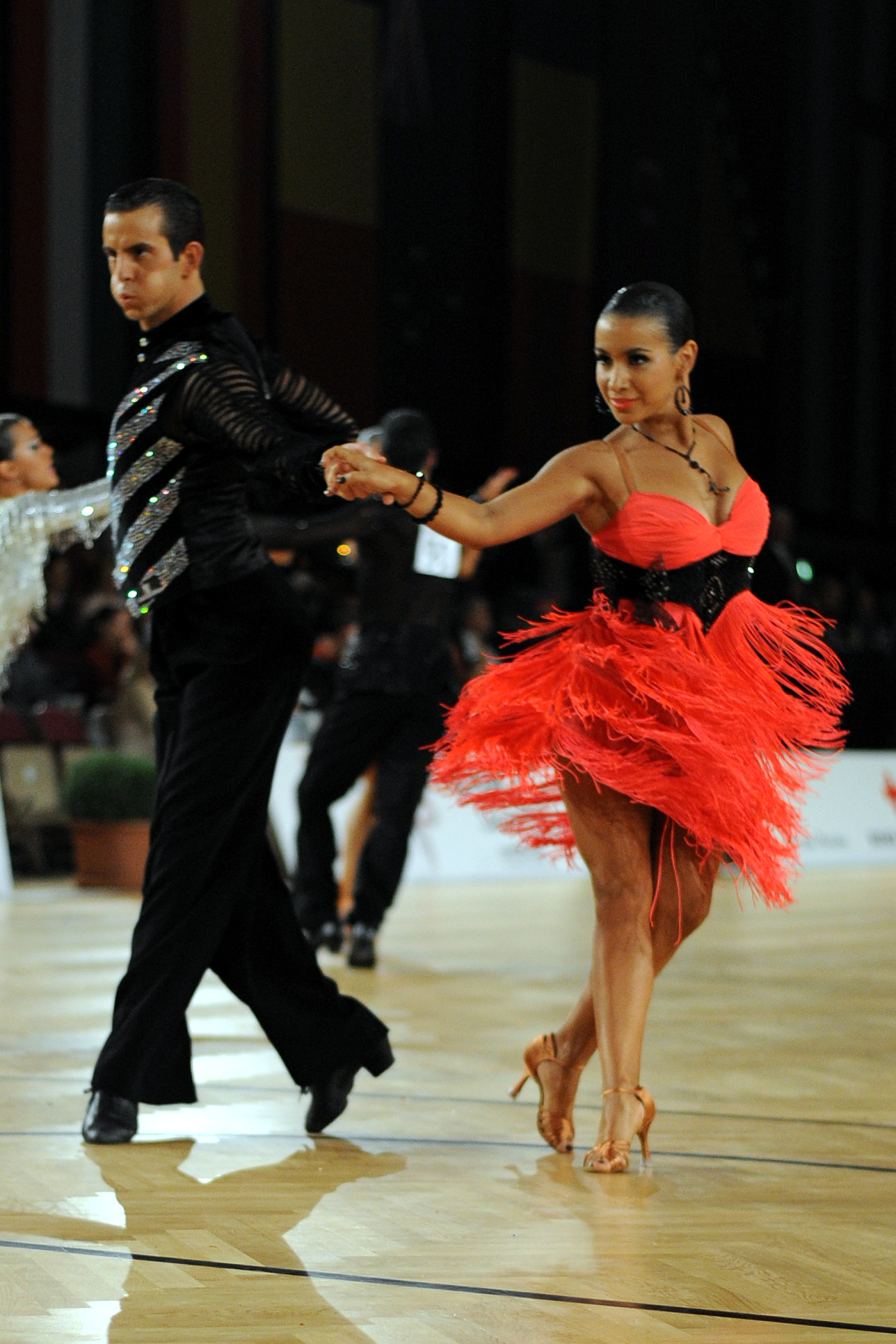
Competição de chá-chá-chá na Áustria

Chá-chá-chá é uma dança latino-americana originária de Cuba, construída sobre a música homónima. É considerada uma variação do forro.

## História
O chá-chá-chá foi introduzido em Cuba pelo compositor e violinista Enrique Jorrín, em 1953. Sua música “La Engañadora”, de 1951, é considerada o primeiro cha-cha-chá.
O cha-cha-chá começa na quarta batida da medida 4/4. A dança cubana conta "1-2-3, 1-2".
Os passos em todas as direções devem ser dirigidos primeiramente com a parte anterior do pé em contacto com o chão e, em seguida, com o calcanhar diminuindo quando o peso é totalmente transferido. Quando o peso é liberado a partir de um pé, o calcanhar deve liberar primeiro, permitindo que os dedos do pé mantenham contato com o chão. Onomatopéico, derivado do som ritmado do güiro (reco-reco) e dos pés dos dançarinos ao arrastá-los no chão. O estilo se tornou independente, com características próprias de música e dança.
O moderno estilo de dança do cha-cha-chá deriva de estudos feitos pelo professor de dança Monsieur Pierre (Pierre Zurcher-Margolle), parceiro de Doris Lavelle. Pierre, vindo de Londres, visitou o México em 1952, buscando formas de danças mexicanas características da época. Ele notou que havia uma nova dança cujo ritmo se desenvolvia sobre 4 batidas, mas com uma parada não na primeira, e sim na segunda batida. Ele levou a ideia para a Inglaterra e eventualmente criou o que se tornou conhecido como a dança de salão cha-cha-chá. Tal argumentação é estabelecida sob algumas evidências; primeiro, há um filme da “Orquestra Jorrin” apresentando a dança cha-cha-chá em Cuba; segundo, o ritmo clássico de Benny More “Santa Isabel de las Lajas” é claramente sincopado sobre 4 batidas. Note-se também que a “rumba” também é dançada na segunda batida.
Tendo sido implantada nos anos 50, com Pierre & Lavelle, foi promovida nos anos 60 por Walter Laird e por competições da época. O moderno cha-cha-chá é resultado da evolução dessa dança através do tempo, mas sua essência é firmada no cha-cha-chá original do México dos anos 50.
Na dança de salão é popularmente chamado por cha-cha.

## Características
Estilos de dança de cha-cha-chá podem diferir em sua estrutura rítmica. A dança de salão cha-cha-chá é energética e com uma batida constante. O cha-cha-chá latino é mais lento, mais sensual e pode envolver ritmos mais complexos. O ritmo original cubano e a dança de salão cha-cha-chá contam "dois-três-chachacha"

## Passo básico
O chá-chá-chá começa na quarta batida da medida 4/4. A dança mexicana conta "1-2-3, 1-2".
Os passos em todas as direções devem ser dirigidos primeiramente com a parte anterior do pé em contacto com o chão e, em seguida, com o calcanhar diminuindo quando o peso é totalmente transferido. Quando o peso é liberado a partir de um pé, o calcanhar deve liberar primeiro, permitindo que os dedos do pé mantenham contato com o chão.

## Programa internacional (syllabus)
O programa padrão de danças utilizado em competições internacionais é chamado de syllabus, sendo a sequência de passos principais e oficiais para um determinado ritmo, escolhidos por uma entidade superior, neste caso a Imperial Society Teachers of Dance (ISTD).
Os syllabus dos ritmos são divididos em vários níveis – Bronze, Silver e Gold – em alguns casos os níveis podem ser sub-divididos em sub-níveis – por exemplo Bronze 1, Bronze 2 - que equivalem a um grau de exames. No entanto existem níveis superiores, como o Gold Stars, Imperial Awards, Supreme Award, onde é necessário ter o domínio das cinco danças (latinas ou clássicas).
Sylabus de passos principais e oficiais do ChaChaCha:

### Bronze
BRONZE 1
1. Basic Movement; a. Closed Basic Movement; b. Open Basic Movement; c. Alternative Basic Movement; d. Basic Movement in Place
2. New York (To Left or Right Side Position)
3. Turns; a. Spot Turns to Left & Right; b. Underarm Turns to Left & Right

BRONZE 2
1. Shoulder to Shoulder (To Left and Right Side Position)
2. Hand to Hand (To Right and Left Side Position)
3. Three Cha Cha Chas (Forward or Back)
4. There and Back
5. Time Steps

BRONZE 3
1. Fan
2. Alemana
3. Hockey Stick
4. Natural Top
5. Natural Opening Out Movement
6. Closed Hip Twist

### Prata
1. Open Hip Twist
2. Reverse Top
3. Opening Out from Reverse Top
4. Aida
5. Spiral Turns (Spiral, Curl and Rope Spinning)
6. Cross Basic
7. Cuban Breaks (including split Cuban Breaks)
8. Chase

### Ouro
1. Advanced Hip Twist
2. Hip Twist Spiral
3. Turkish Towel
4. Sweetheart
5. Follow My Leader
6. Foot Changes